# Lijst van gouverneurs van Blekinge län
Dit is een lijst van gouverneurs van de provincie Blekinge län in Zweden, in de periode van 1683 tot heden. Blekinge län maakte in de periode 1658–1669 en 1675–1680 deel uit van Skåne län, van 1670 tot 1675 van Kristianstads län en van 1680 tot 1683 van Kalmar län. Het Zweeds voor gouverneur is landshövding.
- Erik Siöblad 1683–1700
- Berndt Didrik Mörner 1700–1706
- Jöran Adlersteen 1706–1713
- Salomon von Otter 1713–1714
- Clas Bonde 1714–1719
- Salomon von Otter 1719–1729
- Johan Palmfelt 1729–1733
- Carl Georg Siöblad 1733–1740
- Wilhelm Ludvig Taube 1741–1746
- Lars Dalman 1747–1752
- Carl Harald Strömfelt 1752–1769
- Johan von Rajalin 1769–1783
- Salomon von Köhler 1783–1789
- Claes Jakob Raab 1789–1800
- Anders af Håkansson 1800–1812
- Nils Adolph Humble 1812–1813
- Gustaf Anton af Brinkman 1813–1822
- Hans Wachtmeister 1823–1827
- Carl Henrik Gyllenhaal 1828–1831
- Johan Otto Nauckhoff 1832–1847 
  - Arwid Adolf Palander, waarnemend 1847–1848
- Arvid Gustaf Faxe 1848–1856
- Enar Wilhelm Nordenfelt 1856–1867
- Hans Wachtmeister 1867–1883
- Rudolf Horn 1883–1892
- Gotthard Wachtmeister 1892–1900
- Axel Hansson Wachtmeister 1900–1923
- Sven Hagströmer 1923–1942
- Erik Lindeberg 1942–1947
- Bertil Fallenius 1948–1956
- Erik von Heland 1956–1961
- Thure Andersson 1961–1973
- Camilla Odhnoff 1974–1992
- Ulf Lönnqvist 1992–2001
- Ingegerd Wärnersson 2002–2008
- Gunvor Engström 2008–2011
- Berit Andnor 2011–2017
- Sten Nordin 2017–2021 
  - Helena Morgonsköld, waarnemend 2021
- Ulrica Messing, sinds 2021

Blekinge län · Dalarnas län · Gävleborgs län · Gotlands län · Hallands län · Jämtlands län · Jönköpings län · Kalmar län · Kronobergs län · Norrbottens län · Örebro län · Östergötlands län · Skåne län · Södermanlands län · Stockholms län · Uppsala län · Värmlands län · Västerbottens län · Västernorrlands län · Västmanlands län · Västra Götalands län